# David M. Knight
David Marcus Knight (30 novembre 1936 - 19 janvier 2018)  est professeur d'histoire et de philosophie des sciences à l'Université de Durham.

## Biographie
Fils du révérend Marcus Knight, plus tard doyen d'Exeter, il étudie la chimie au Keble College d'Oxford et, après avoir servi dans l'armée, passe un doctorat en histoire de la chimie victorienne sous la supervision d'Alistair Cameron Crombie, professeur d'histoire des sciences à l'Université d'Oxford . Après Oxford, il est nommé professeur d'histoire des sciences à Durham au Département de philosophie et y reste pendant toute la durée de sa carrière . Il siège aux comités de rédaction d'Ambix, Archives of Natural, History Annals of Science et du British Journal for the History of Science et édite des séries de livres sur l'histoire des sciences pour Cambridge University Press, Routledge et Ashgate Publishers.
Bien qu'il ait été formé comme historien des idées, Knight passe sa carrière à développer une approche unique de l'histoire des sciences qui s'inspire des méthodes utilisées dans l'histoire du livre, l'histoire sociale et l'histoire biographique. Son intérêt pour l'histoire culturelle des sciences l'amène à écrire un certain nombre de livres portant sur un grand nombre de sujets, notamment l'histoire de la chimie, l'histoire de l'histoire naturelle, la science et la religion, et la compréhension publique de la science. Il est président de la British Society for the History of Science  et reçoit de nombreux prix au cours de sa carrière, dont le prix Templeton pour son travail sur la théologie naturelle du XIXe siècle et le prestigieux prix Edelstein de l'American Chemical Society pour ses recherches en histoire de la chimie .
Knight et sa femme, Sarah, ont six enfants.

## Œuvres
- Atomes et éléments (1967)
- La nature des sciences (1976)
- Commander le monde (1981)
- L'ère des sciences (1986)
- Livres de sciences naturelles en anglais, 1600-1900 (1989)
- Humphry Davy : Science et pouvoir (1992)
- Idées en chimie (1992)
- La science à l'ère romantique (1998)
- Science et spiritualité (2003)[6],
- Compréhension publique de la science (2006)
- Voyager dans des mers étranges : la grande révolution scientifique (2014)